# Янг, Люк
Люк Пол Янг (англ. Luck Paul Young; 19 июля 1979, Харлоу, Англия) — английский футболист, защитник.

## Карьера
Янг начал свою карьеру, играя за «Тоттенхэм Хотспур» в 1997 году, проведя 58 матчей, преимущественно как крайний защитник. Перешёл в «Чарльтон Атлетик» в 2001 году за 4 миллиона фунтов стерлингов.
Перейдя из «Тоттенхэма», Янг провёл в футболке «Чарльтона» свыше 180 выступлений, играя в защите с такими личностями как Марк Фиш, Жорже Кошта и Джонатан Форчун, чьи фамилии образовывали комбинацию Young Fish Cost a Fortune. Весной 2005 года он был удостоен награды «Игрок года по версии болельщиков».
19 июля 2006 года Янг подписал новый четырёхлетний контракт с «Чарльтоном». Тем не менее, «Чарльтон» вошёл в крутое пике в сезоне 2006/07 и несмотря на смену 3 тренеров по ходу сезона, вылетел из Премьер-лиги, закончив чемпионат на 19-м месте. Янг потребовал выставить себя на трансфер, что было принято руководством клуба. В июле 2007 года он перешёл в «Мидлсбро» за 2,5 млн фунтов стерлингов.
Янг подписал контракт с «Мидлсбро» на 4 года. Дебютировал в 4-м туре Премьер-лиги в матче против «Ньюкасл Юнайтед». Первый и единственный гол за клуб забил 3 ноября 2007 года в матче против его бывшего клуба «Тоттенхэма». 7 августа 2008 года перешёл в «Астон Виллу» за 6 млн фунтов стерлингов.
С «Астон Виллой» Люк подписал контракт на 3 года. Дебютировал в матче-открытии Премьер-лиги 2008/09 против «Манчестер Сити», который закончился со счётом 4:2 в пользу «Виллы», благодаря хет-трику Габриэля Агбонлахора и точному удару Джона Карью. Первый и пока единственный гол за Вилланов Янг забил в победном матче против «Блэкберн Роверс». После нескольких успешных матчей в качестве правого защитника, Янг стал самым любимым игроком среди болельщиков «Астон Виллы». Травма левого защитника Виллы Вилфреда Баума заставила Янга закрыть левую бровку, с чем он успешно справлялся.
29 августа 2011 года Янг подписал контракт с «Куинз Парк Рейнджерс».
Первый вызов Янга в сборную Англии пришёлся на конец сезона 2004/05. Его первая игра состоялась 28 мая 2005 года, когда Люк вышел на замену в товарищеском матче с командой США. Его первое выступление в стартовом составе датируется 3 сентября 2005 года, в котором он и его команда победили сборную Уэльса со счётом 1:0. Однако полученная травма не позволила Янгу полететь на чемпионат мира 2006. 11 ноября 2009 года Янг официально заявил о завершении выступлений за национальную сборную.

## Достижения
«Тоттенхэм»
- Кубок Футбольной лиги: 1999